# Караджалари
Караджалари (груз. ყარაჯალარი, азерб. Qaracalar — Гараджалар) — село в Гардабанском муниципалитете Грузии. Расположено на юго-востоке страны. Находится в 5 км от столицы страны Тбилиси и в 35 км от границы с Азербайджаном.

## Население
99,9% жителей села составляют азербайджанцы.

## Экономика
Население в основном занимается земледелием и торговлей.

## Образования
В Караджалари находится одна средняя школа, в которой два сектора: грузинский и азербайджанский. 

## Религиозный состав
Население села - мусульмане. В селе  расположена мечеть.

## Известные уроженцы
- Сабир Алиев — поэт, литературный критик, доктор филологических наук, профессор.
- Периханым Софиева — первая в мусульманском мире женщина, избранная депутатом.

## Топографические карты
- Лист карты K-38-90 Марнеули. Масштаб: 1 : 100 000. Состояние местности на 1982 год. Издание 1983 г.